# فرودگاه دیماپور
فرودگاه دیماپور (به انگلیسی: Dimapur Airport) (به زبان بومی: Dimapur Air Force Base) یک فرودگاه همگانی با کد یاتا DMU است که یک باند فرود آسفالت دارد و طول باند آن ۲۲۹۰ متر است. این فرودگاه در کشور هند قرار دارد و در ارتفاع ۱۴۸ متری از سطح دریا واقع شده‌است.

## نگارخانه

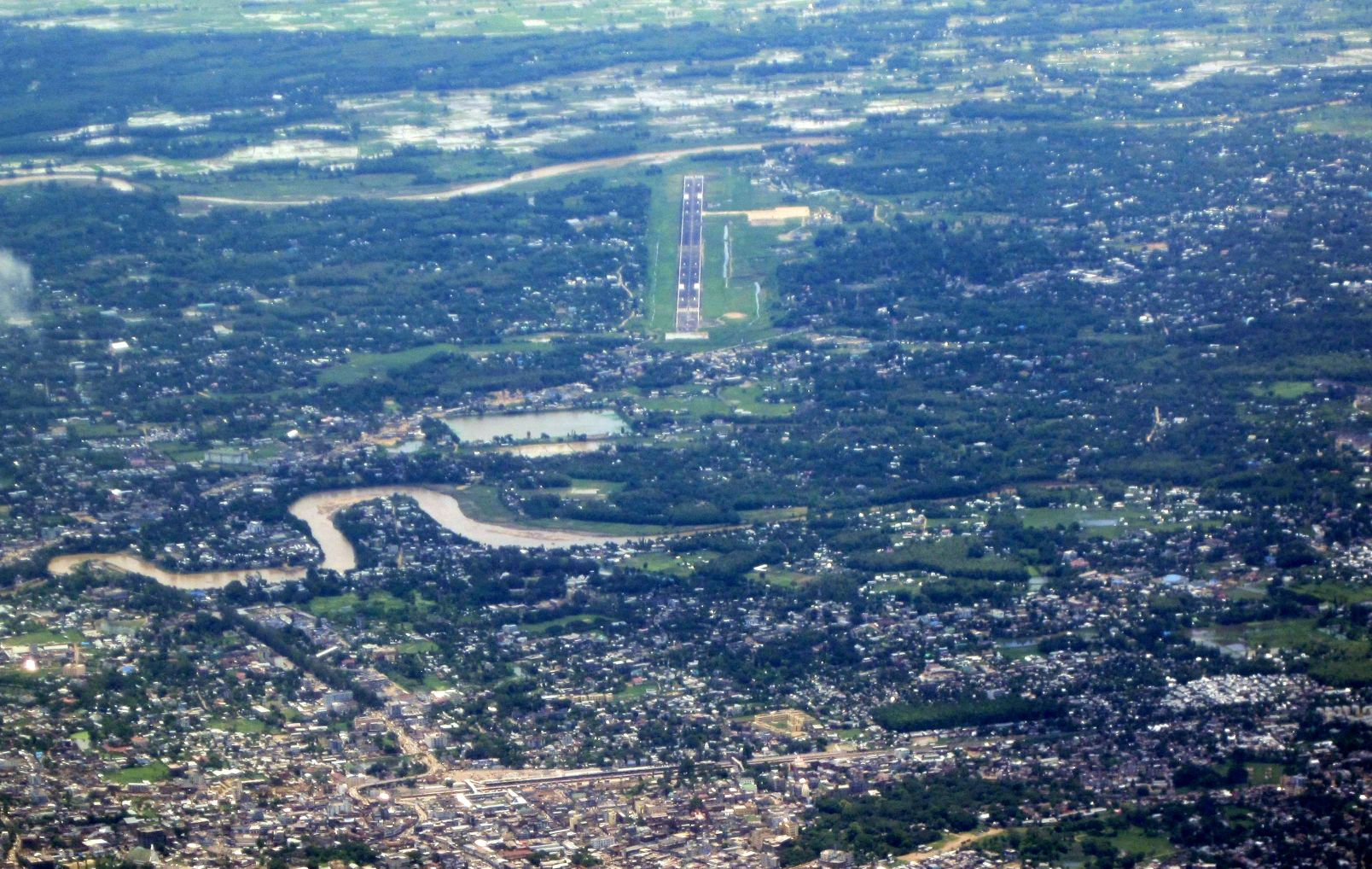